# 錦繡山太陽宮
39°3′51″N 125°47′15″E / 39.06417°N 125.78750°E

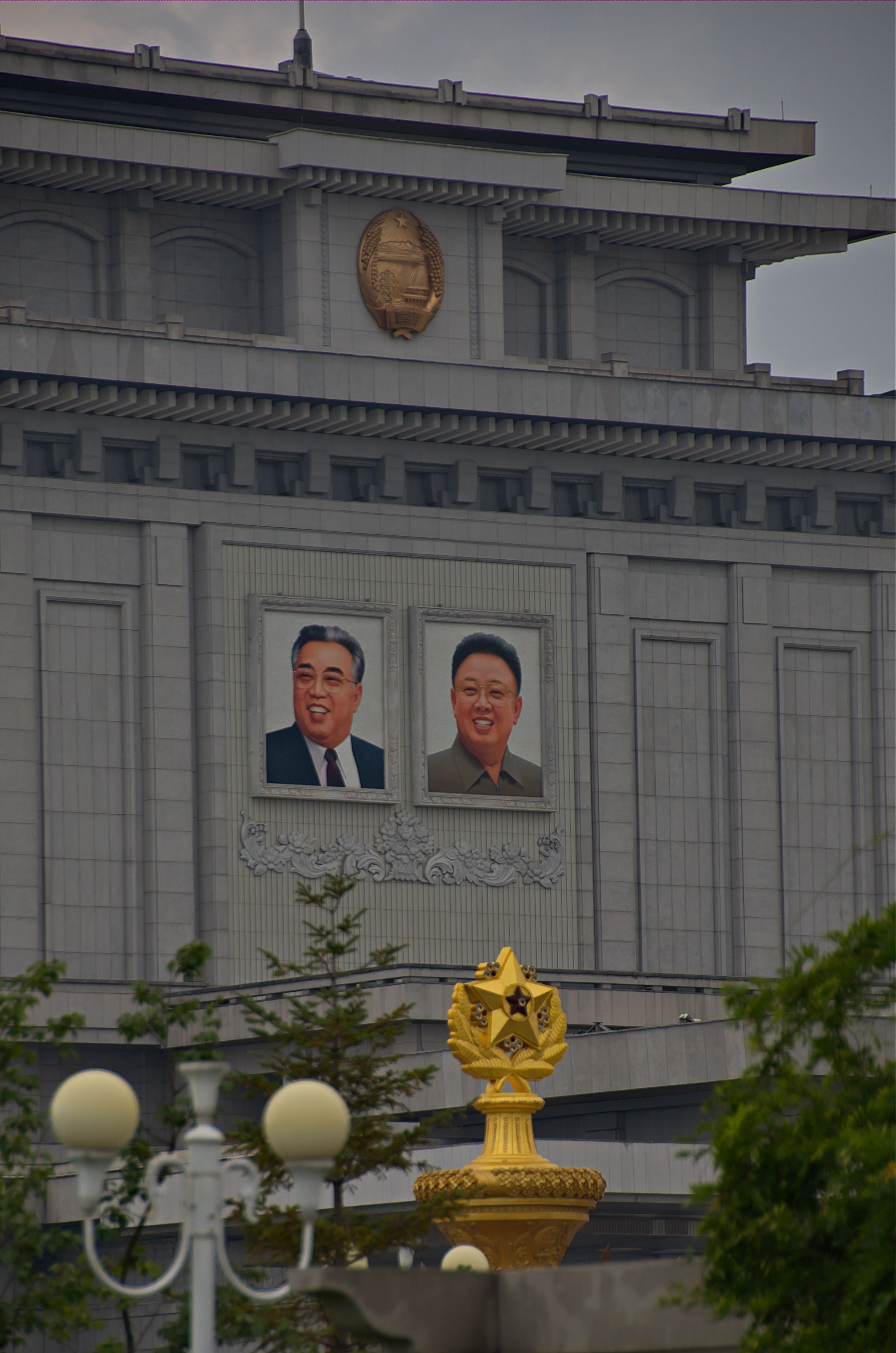
陵寢上的朝鮮國徽與金氏父子标准像

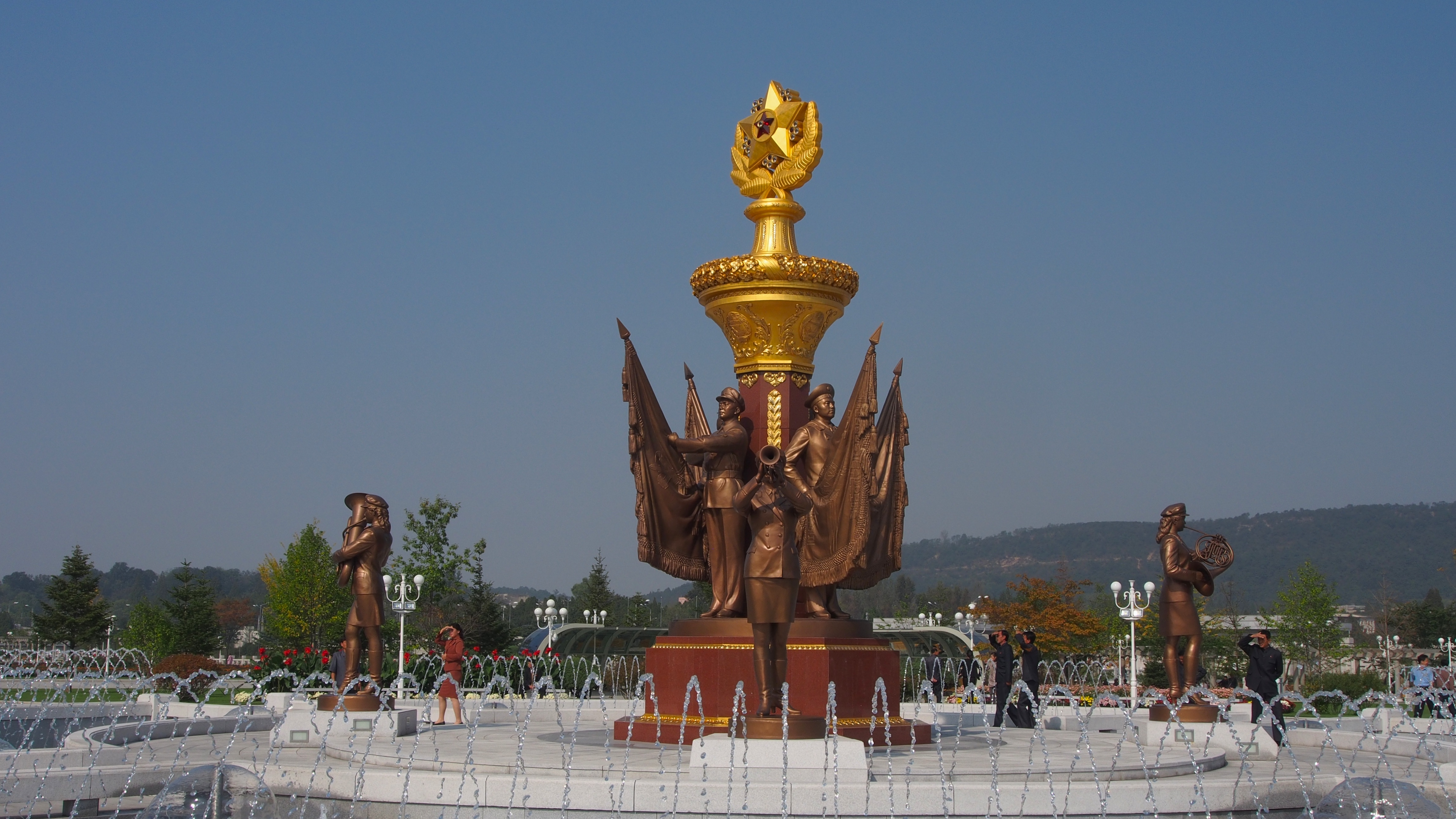
广场上的塑像

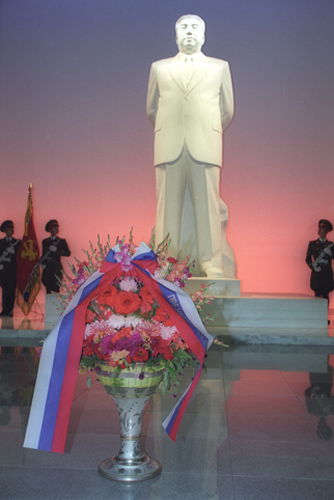
金日成雕像，2011年金正日逝世後新增了金正日雕像，該雕像時有替換。2015年，金日成、金正日巨型漢白玉雕像被更換為等身蠟像。

錦繡山太陽宮或锦绣山太阳宫殿（朝鲜语：／ Geumsusan Taeyang Gungjeon），原名錦繡山紀念宮（／ Geumsusan Ginyeom Gungjeon），朝鲜官方的常用称号为“金日成同志和金正日同志像生前一样安息的锦绣山太阳宫”，即朝鮮已故最高領導人金日成與金正日的陵寢，是位於朝鮮首都平壤東北郊和盛區域的巨大陵墓和紀念館建築。宮殿最早被稱為錦繡山議事堂（／ Geumsusan Uisadang），是已故朝鮮民主主義人民共和國建國領導人、共和國永遠的主席金日成生前辦公地，1976年建成。金日成於1994年去世後，其長子金正日宣布把父親的遺體永久保存在議事堂水晶棺中，同時議事堂更名為錦繡山紀念宮。接著金正日於2011年去世，其三子金正恩也比照此儀式，并将紀念宮更名為錦繡山太陽宮。

## 概要
宮殿位於平壤東北郊，與主體思想塔、金日成廣場為朝鮮的重要旅遊景點及紀念場所。當地最接近的地鐵站為平壤地铁革新线的光明站，但自从金日成去世以后，此站便开始无限期停用。现今游客可在平壤地铁革新线三兴站下车，换乘有轨电车专线前往。
2011年（主体100年）12月19日，朝鮮中央電視台主播李春姬對外公布第二代最高領導人金正日的死訊，當局將金正日水晶棺移靈到錦繡山紀念宮中永久保存，並於次日舉行國葬儀式，並供民眾瞻仰遺容。後來當局安排了由朝鮮黨政軍高層參與的正式告別式，內定繼承人金正恩與其他黨政軍首腦在此目送金正日最後一面。
2012年2月16日，朝鲜為紀念金正日冥壽70歲，把錦繡山紀念宮正式改名成為：「錦繡山太陽宮」。
为纪念金正日逝世1周年，朝鲜对锦绣山太阳宫进行了修缮，并于2012年12月17日金正日忌辰重新对外开放。
2013年4月1日召开的朝鲜最高人民会议第12届7次会议通过了《朝鲜民主主义人民共和国社会主义宪法》修正案，其中明确规定「锦绣山太阳宫是领袖永生的大纪念碑，是全体朝鲜民族尊严的象征、永恒的圣地。」并且通过了与之配套的《朝鲜民主主义人民共和国锦绣山太阳宫法》。按照这一法律，朝鲜政府设立了锦绣山太阳宫特别保护区。
太陽宮除豎立金日成和金正日立像的大廳外，還有安置金日成和金正日水晶棺遺體的「永生大廳」，鮮花簇擁中的水晶棺內發出幽暗的燈光使廳內布滿暗紅色調。每個角落和立柱下都挺立著儀仗兵，工作人員嚴肅地站在一旁維持參拜者秩序，歌曲《領袖永遠和我們在一起》的旋律低回。兩個水晶棺都在遺體腳部位置下方鐫有國徽和兩位朝鮮領袖的生卒年。棺蓋均為全透明人造水晶。宫殿中还陈列了金日成和金正日生前所使用过的電腦、戎裝、配件等生活用品，所获得的勋章，以及乘坐过的轿车和列车、遊船、虜獲的武器等。
该建筑还附设有一个会议厅。2010年召开的朝鲜劳动党第三次代表会议和2012年召开的朝鲜劳动党第四次代表会议都在这里举行。
朝鮮勞動黨中央委員會政治局常務委員會委員亦會在北韓建黨節之際，參謁錦繡山太陽宮。
錦繡山太陽宮平時不開放，需預約或趕上重大紀念日免費開放。於每年逢太陽節和光明星節等節日時，對外開放讓人民和遊客參觀和參拜。然而對於普通北韓民眾而言，若想進入錦繡山太陽宮是很困難的。經過許可的參拜者必須著正裝，禁止攜帶電子物品入內。參拜者需由停車場處沿著一條長廊進入錦繡山太陽宮廣場地下大廳，存放隨身攜帶的書包和電子物品。隨後順樓梯上，到地面安檢大廳，接受安檢後，進入封閉式甬道，前行一段再次進入地下，轉乘進入錦繡山太陽宮建築內的數百米長平行扶梯。扶梯兩側懸掛著金日成與金正日的外訪考察照片。進入主樓後，參觀者需一起排隊走入立有由中國大陸製作的金日成、金正日全身立像之大廳；排隊鞠躬致意後，分成若干排步入金日成永生廳。每排按次序排列，分別圍繞靈柩一周致意，並在除頭部方向外的三個方向各鞠躬一次。隨後會被帶入參觀金日成生前所獲得的各國勳章展覽廳，那裡有其乘坐過的專列車廂及奔馳轎車。接著下樓進入金正日永生廳，參拜金正日遺體後參觀金正日生前獲得的各國勳章，所乘坐的奔馳轎車、電動車、客船和專列車廂。進入兩個永生廳前所有人都要經過強勁的冷風機吹去身上的灰塵。
2014年7月10日，南韓傳媒引述消息人士指金日成遺體正在腐爛，頭部和身體萎縮，皮膚剝落及變色，身上出現很多黑斑，參訪民眾更直接坦白地形容：「像條脫水的乾鱈魚」。

### 國內相關
- 大城山革命烈士陵園
- 愛國烈士陵園
- 萬壽臺大紀念碑
- 國際友誼展覽館
- 人民大學習堂
- 金日成花與金正日花展覽館（英语：Kimilsungia and Kimjongilia Exhibition Hall）

### 國外相關
- 列宁墓
- 毛主席紀念堂
- 胡志明纪念堂
- 苏赫巴托尔墓
- 季米特洛夫墓
- 尼亚佐夫墓
- 卡里莫夫墓（俄语：Мечеть Хазрет-Хызр）
- 弗里德里希斯费尔德中央公墓
- 霍查紀念堂、霍查陵園
- 狄托陵園
- 維特科夫紀念碑（英语：National Monument in Vitkov）
- 卡羅爾公園（英语：Carol Park）
- 阿戈什蒂紐·內圖紀念館（葡萄牙語：Memorial Dr. António Agostinho Neto）
- 切·格瓦拉墓、聖伊菲熱尼亞公墓
- 加拉加斯革命博物館（西班牙语：Cuartel de la Montaña 4F）
- 馬拿瓜中央公園（西班牙语：Parque Central (Managua)）
- 福布斯·伯納姆陵寢（英语：Guyana Botanical Gardens）
- 莫三比克英雄廣場（德语：Praça dos Heróis Moçambicanos）
- 辛巴威國家英雄公墓（英语：National Heroes Acre (Zimbabwe)）
- 納米比亞國家英雄公墓（英语：Heroes' Acre (Namibia)）